# Mistrzostwa Europy w Szermierce 2002
Mistrzostwa Europy w Szermierce 2002 – 15. edycja mistrzostw odbyła się w rosyjskim mieście Moskwa w 2002 roku.

## Klasyfikacja medalowa
| Lp. | Państwo     | złoto | srebro | brąz | Razem |
| --- | ----------- | ----- | ------ | ---- | ----- |
| 1   | Rosja       | 3     | 4      | 5    | 12    |
| 2   | Francja     | 3     | 1      | –    | 4     |
| 3   | Węgry       | 2     | 2      | 4    | 8     |
| 4   | Polska      | 2     | 1      | 1    | 4     |
| 5   | Włochy      | 2     | 1      | –    | 3     |
| 6   | Rumunia     | –     | 1      | 2    | 3     |
| 7   | Niemcy      | –     | 1      | 1    | 2     |
| 8   | Grecja      | –     | 1      | –    | 1     |
| 9   | Ukraina     | –     | –      | 3    | 3     |
| 10  | Austria     | –     | –      | 1    | 1     |
| –   | Azerbejdżan | –     | –      | 1    | 1     |

## Medaliści

### Mężczyźni
| Złoto                                                                                  | Srebro                                                                      | Brąz                                                                                 |
| Floret                                                                                 |                                                                             |                                                                                      |
| Andrea Cassarà                                                                         | Simon Senft                                                                 | Sławomir Mocek Michael Ludwig                                                        |
| Włochy · Andrea Cassarà · Marco Ramacci · Simone Vanni · Matteo Zennaro                | Francja · Nicolas Beaudan · Érik Friess · Jérôme Weibel · Victor Sintès     | Niemcy · Christian Schlechtweg · Simon Senft · Richard Breutner · Johannes Krüger    |
| Szpada                                                                                 |                                                                             |                                                                                      |
| Gábor Boczkó                                                                           | Pawieł Kołobkow                                                             | Iván Kovács Géza Imre                                                                |
| Francja · Érik Boisse · Rémy Delhomme · Jérôme Jeannet · Frédéric Bouliere             | Polska · Tomasz Motyka · Michał Sobieraj · Marek Petraszek · Adam Wiercioch | Ukraina · Ołeksandr Horbaczuk · Dmytro Kariuczenko · Maksym Chworost · Dmytro Czumak |
| Szabla                                                                                 |                                                                             |                                                                                      |
| Stanisław Pozdniakow                                                                   | Siergiej Szarikow                                                           | Wołodymyr Łukaszenko Mihai Covaliu                                                   |
| Rosja · Siergiej Szarikow · Aleksej Frosin · Aleksiej Djaczenko · Stanisław Pozdniakow | Włochy · Giacomo Guidi · Aldo Montano · Giampiero Pastore · Luigi Tarantino | Węgry · Tamás Decsi · Domonkos Ferjancsik · Kende Fodor · Zsolt Nemcsik              |

### Kobiety
| Złoto                                                                                    | Srebro                                                                         | Brąz                                                                                   |
| Floret                                                                                   |                                                                                |                                                                                        |
| Sylwia Gruchała                                                                          | Laura Carlescu                                                                 | Roxana Scarlat Swietłana Bojko                                                         |
| Polska · Sylwia Gruchała · Magdalena Mroczkiewicz · Anna Rybicka · Małgorzata Wojtkowiak | Węgry · Aida Mohamed · Edina Knapek · Katalin Varga · Gabriella Varga          | Rosja · Swietłana Bojko · Jekatierina Juszewa · Julija Chakimowa · Wiktorija Nikiszyna |
| Szpada                                                                                   |                                                                                |                                                                                        |
| Maureen Nisima                                                                           | Niki-Katerina Sidiropulu                                                       | Oksana Jermakowa Lubow Szutowa                                                         |
| Węgry · Adrienn Hormay · Hajnalka Kiraly · Ildikó Mincza · Hajnalka Tóth                 | Rosja · Karina Aznawurian · Tatjana Łogunowa · Oksana Jermakowa · Anna Siwkowa | Ukraina · Natalija Konrad · Nadija Kazymyrczuk · Olha Partała · Jewa Wybornowa         |
| Szabla                                                                                   |                                                                                |                                                                                        |
| Cécile Argiolas                                                                          | Jelena Nieczajewa                                                              | Orsolya Nagy Irina Bażenowa                                                            |
| Rosja · Jelena Nieczajewa · Irina Bażenowa · Natalja Makiejewa · Jelizawieta Gorst       | Węgry · Orsolya Nagy · Edina Csaba · Gabriella Sznopek · Annamaria Nagy        | Azerbejdżan · Żanna Siukajewa · Anżeła Wołkowa · Jelena Żemajewa · Jelena Amirowa      |